# Hydraena bractea
Hydraena bractea är en skalbaggsart som beskrevs av Perkins 1980. Hydraena bractea ingår i släktet Hydraena och familjen vattenbrynsbaggar. Inga underarter finns listade i Catalogue of Life.